# Thelyphonus borneensis
Thelyphonus borneensis är en spindeldjursart som beskrevs av Kraepelin 1897. Thelyphonus borneensis ingår i släktet Thelyphonus och familjen Thelyphonidae. Inga underarter finns listade i Catalogue of Life.